# Debenhams
Debenhams – brytyjska sieć domów towarowych, zajmująca się sprzedażą detaliczną ubrań, kosmetyków, sprzętu RTV i AGD, oraz mebli.
Początki przedsiębiorstwa sięgają 1778 roku, gdy William Clark otworzył w Londynie sklep z drogimi tkaninami, parasolami i galanterią. W 1813 roku w firmę zainwestował William Debenham, a jej nazwę zmieniono na Clark & Debenham. Począwszy od 1853 roku przedsiębiorstwo nosiło nazwę Debenham & Freebody, pochodzącą od nazwiska kolejnego inwestora – Clementa Freebody'ego. W 1905 roku przedsiębiorstwo zostało zarejestrowane jako Debenhams Inc.
Obecnie Debenhams posiada 144 domy towarowe i 13 mniejszych obiektów w Wielkiej Brytanii i Irlandii, gdzie zatrudnia ok. 24 000 pracowników, oraz 51 sklepów franczyzowych w 18 krajach poza Wyspami Brytyjskimi.
Sztandarowe placówki Debenhams znajdują się w Londynie (przy Oxford Street oraz w centrum handlowym Westfield London), w Liverpoolu oraz w Dublinie.